# Liste der Naturdenkmale in Wilhelmsdorf (Württemberg)
| Naturdenkmale | Anzahl |
| ------------- | ------ |
| FND           | 5      |
| END           | 6      |
| Gesamt        | 11     |

Die Liste der Naturdenkmale in Wilhelmsdorf nennt die verordneten Naturdenkmale (ND) der im baden-württembergischen Landkreis Ravensburg liegenden Gemeinde Wilhelmsdorf. In Wilhelmsdorf gibt es insgesamt 11 als Naturdenkmal geschützte Objekte, davon 5 flächenhafte Naturdenkmale (FND) und 6 Einzelgebilde-Naturdenkmale (END).
Stand: 1. November 2016.

## Flächenhafte Naturdenkmale (FND)
| Name                        | Bild | Kennung     | Einzelheiten | Position | Fläche Hektar | Datum        |
| --------------------------- | ---- | ----------- | ------------ | -------- | ------------- | ------------ |
| Feldgehölz                  | BW   | 84360833703 | Wilhelmsdorf | ⊙        | 0,0           | 2. Dez. 1982 |
| Kiesgrube Nassachhof        | BW   | 84360831949 | Wilhelmsdorf | ⊙        | 0,5           | 8. Feb. 1991 |
| Torfstich II Äußeres Ried   | BW   | 84360830549 | Wilhelmsdorf | ⊙        | 0,4           | 2. Aug. 1991 |
| Torfstich VIII Äußeres Ried | BW   | 84360830554 | Wilhelmsdorf | ⊙        | 1,9           | 8. Feb. 1991 |
| Weiher bei Rotachmühle      | BW   | 84360830531 | Wilhelmsdorf | ⊙        | 1,5           | 8. Feb. 1991 |
| Legende für Naturdenkmal    |      |             |              |          |               |              |

## Einzelgebilde (END)
| Name                                   | Bild | Kennung     | Einzelheiten | Position | Fläche Hektar | Datum         |
| -------------------------------------- | ---- | ----------- | ------------ | -------- | ------------- | ------------- |
| Linde im Süden von Zußdorf             | BW   | 84360833702 | Wilhelmsdorf | ⊙        | 0,0           | 2. Dez. 1982  |
| Sommerlinde in Essenhausen             | BW   | 84360831101 | Wilhelmsdorf | ⊙        | 0,0           | 23. Jan. 1954 |
| Stieleiche im Friedhof                 | BW   | 84360833102 | Wilhelmsdorf | ⊙        | 0,0           | 14. Aug. 1969 |
| Stieleiche s. Duellihof                | BW   | 84360832003 | Wilhelmsdorf | ⊙        | 0,0           | 31. Okt. 1969 |
| Stieleicheam S-Rand des Schwendeholzes | BW   | 84360832002 | Wilhelmsdorf | ⊙        | 0,0           | 31. Okt. 1969 |
| Weißtanne im Bettenreuter Wald         | BW   | 84360833701 | Wilhelmsdorf | ⊙        | 0,0           | 14. Aug. 1969 |
| Legende für Naturdenkmal               |      |             |              |          |               |               |